# لويس جاي كلارك
لويس جاي كلارك (بالإنجليزية: Lewis J. Clarke)‏ هو مهندس المناظر الطبيعية أمريكي، ولد في 10 مارس 1927.